# Heli Summerauer
Heli Summerauer (1935 circa) è un ex sciatore alpino canadese.

## Biografia
Sciatore polivalente, Heli Summerauer si classificò 3º nella discesa libera al trofeo Québec-Kandahar 1958 (Mont-Tremblant, 1-3 marzo) e vinse il titolo nazionale nella medesima specialità nel 1961; non prese parte a rassegne olimpiche o iridate.

## Palmarès

### Campionati canadesi
- 1 oro (discesa libera nel 1961)[2]